# Glifo Braille 2
| ⠀ | ⠁ | ⠃ | ⠉ | ⠙ | ⠑ | ⠋ | ⠛ | ⠓ | ⠊ | ⠚ | ⠈ | ⠘ |
| ⠄ | ⠅ | ⠇ | ⠍ | ⠝ | ⠕ | ⠏ | ⠟ | ⠗ | ⠎ | ⠞ | ⠌ | ⠜ |
| ⠤ | ⠥ | ⠧ | ⠭ | ⠽ | ⠵ | ⠯ | ⠿ | ⠷ | ⠮ | ⠾ | ⠬ | ⠼ |
| ⠠ | ⠡ | ⠣ | ⠩ | ⠹ | ⠱ | ⠫ | ⠻ | ⠳ | ⠪ | ⠺ | ⠨ | ⠸ |
| ⠀ | ⠂ | ⠆ | ⠒ | ⠲ | ⠢ | ⠖ | ⠶ | ⠦ | ⠔ | ⠴ | ⠐ | ⠰ |

Il glifo Braille 2 è un carattere Braille a 6 punti con il punto sinistro centrale segnato, od un carattere Braille ad 8 punti con il punto sinistro centrale superiore segnato.

È rappresentato dal punto di codice Unicode U+2802, ed in Braille ASCII con il numero "1".
| Carattere                          | ⠂                      | ⠂                      |
| ---------------------------------- | ---------------------- | ---------------------- |
| Nome Unicode                       | Braille pattern dots-2 | Braille pattern dots-2 |
| Codifiche                          | decimale               | esadecimale            |
| Unicode                            | 10242                  | U+2802                 |
| UTF-8                              | 226 160 130            | E2 A0 82               |
| riferimento numerico dei caratteri | &#10242;               | &#x2802;               |
| Braille ASCII                      |                        |                        |

## Braille unificato
In Braille internazionale unificato, il glifo Braille 2 è usato per rappresentare la virgola od un altro carattere né letterale né semiletterale.

### Tabella di valori Braille unificati
| Braille italiano   | , (virgola)                 |
| Braille francese   | , (virgola)                 |
| Braille inglese    | , (virgola) / -ea-          |
| Braille tedesco    | , (virgola)                 |
| Braille indiano    | Avagraha ऽ / ઽ / ঽ / ଽ / ఽ  |
| Braille IPA        | , (virgola)                 |
| Braille russo      | , (virgola)                 |
| Braille slovacco   | , (virgola)                 |
| Braille arabo      | ـَ <r; Fatḥa                 |
| Braille irlandese  | , (virgola) / -ea-          |
| Braille tailandese | ๆ (segno di reduplicazione) |

## Altri sistemi Braille
| Braille giapponese         | sokuon / っ / ッ         |
| Braille coreano            | r- / ㄹ-                 |
| Braille cinese interno     | tone 2                   |
| Braille Taiwanese          | tone 2                   |
| Braille cinese a due glifi | 们 men (suffisso)        |
| Braille di Nemeth          | simbolo non indipendente |

## Con i punti 7 ed 8
Glifi Unicode correlati al glifo Braille 2 sono i glifi Braille 27, 28, e 278, che sono usati nei sistemi Braille ad 8 punti, come il Braille di Gardner-Salinas ed il Braille lussemburghese.
| Carattere                          | ⡂                       | ⡂                       | ⢂                       | ⢂                       | ⣂                        | ⣂                        |
| ---------------------------------- | ----------------------- | ----------------------- | ----------------------- | ----------------------- | ------------------------ | ------------------------ |
| Nome Unicode                       | Braille pattern dots-27 | Braille pattern dots-27 | Braille pattern dots-28 | Braille pattern dots-28 | Braille pattern dots-278 | Braille pattern dots-278 |
| Codifiche                          | decimale                | esadecimale             | decimale                | esadecimale             | decimale                 | esadecimale              |
| Unicode                            | 10306                   | U+2842                  | 10370                   | U+2882                  | 10434                    | U+28C2                   |
| UTF-8                              | 226 161 130             | E2 A1 82                | 226 162 130             | E2 A2 82                | 226 163 130              | E2 A3 82                 |
| riferimento numerico dei caratteri | &#10306;                | &#x2842;                | &#10370;                | &#x2882;                | &#10434;                 | &#x28C2;                 |

|                            | glifo 27                 | glifo 28           | glifo 278                      |
| -------------------------- | ------------------------ | ------------------ | ------------------------------ |
| Braille di Gardner Salinas | elemento di fine tabella | _ (trattino basso) | × (simbolo di moltiplicazione) |